# 窄序雀麦
窄序雀麦（学名：Bromus stenostachyus）为禾本科雀麦属下的一个种。

## 扩展阅读
- 維基物種上的相關：窄序雀麦